# Reshep
Reshep o Reshef era un déu de la guerra de la mitologia egípcia d'origen canaaneu. Apareix com una figura humana amb una corona i una gasela que l'acompanya i amb el temps va esdevenir una divinitat protectora contra la malaltia, en una ampliació d'atributs que feu que fos assimilat a Apol·lo en altres cultures.
A la iconografia sovint se'l representa acompanyat de Min i Qetesh, els seus antònims en ser les divinitats de l'amor i la fertilitat, lligats a la vida que la guerra i les plagues de Reshep destrueixen. Posteriorment van acabar formant part de la mateixa família. Reshep porta en algunes imatges un llamp, símbol de la força i la fatalitat com es desencadenen les epidèmies.